# باليان
باليان (بالفرنسية:  Balian d'Ibelin)‏ ‏(عقد 1140 - 1193) هو نبيل وإقطاعي صليبي وحاكم مقاطعة أيبلان. انتقل برفقة والده (حاكم مقاطعة أيبلان) إلى القدس، حكم مقاطعة أيبلان بعد وفاة والده التي تعدّ حامية للطريق إلى القدس، قاد القوات الصليبية المدافعة عن القدس ضد جيوش صلاح الدين الأيوبي، معروف عند المؤرخين العرب بابن بارزان.

## باليان الثاني دي أبلين
كان من بين الأمراء الناجين من معركة حطين وقد سمح له صلاح الدين بالذهاب إلى بيت المقدس، شريطة ألا يبيت هناك أكثر من ليلة واحدة
ولما وصل إلى هناك وجد المدينة في حالة يرثى لها، فلا يوجد بها فرسان للدفاع عنها، والروح المعنوية لساكنيها من الصليبيين منهارة عقب سماعهم بأنباء هزيمة حطين وأسر ملكهم، وقد فرح الصليبيون في بيت المقدس برؤية "باليان"، وتوسلوا ليبقى معهم ويدافع عنهم، فتجاهل وعده لصلاح الدين، وظل بالمدينة وأخذ يعمل في سرعة لإنقاذ الكيان الصليبي المتداعي للهلاك، وجمع ما يمكن جمعه من الفرسان وأبنائهم فوق الخامسة عشرة، بالإضافة إلى من يصلح للقتال من الرجال، وبدأ في استئجار الجند للدفاع عن المدينة وتحصينها، انتظارًا لقدوم صلاح الدين.

## حصار المدينة المقدسة
اتجه صلاح الدين إلى بيت المقدس وأعد عدته لاسترداد المدينة التي بقيت في الأسر الصليبي قرابة تسعين عامًا، وراح يطوف بأسوار المدينة خمسة أيام، حتى يختار موضعًا مناسبًا للهجوم واستقر رأيه على أن يهاجمها في الجهة الشمالية، وبدأ الهجوم في (15 من رجب 583 هـ = 20 من سبتمبر 1187 م)، ونجح الجنود في الوصول إلى سور المدينة ونقبوه.
أدرك باليان الذي يتولى شئون الدفاع عن المدينة عجزه عن مواصلة المقاومة، وأن الاستمرار في ذلك ضرب من الأوهام، وأن المدينة أوشكت على السقوط، فرغب في السلم، وبعث إلى صلاح الدين بجماعة من كبار الصليبيين يطلبون منه الأمان والمحافظة على أرواحهم، وهي نفس الشروط التي عرضت عليهم من قبل ورفضوها، لكن صلاح الدين امتنع عن قبول هذا العرض، وأصر على تسليم المدينة دون قيد أو شرط.

## تسليم القدس للمسلمين

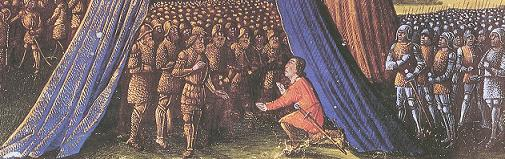
باليان يسلم بيت المقدس لصلاح الدين

بعد أن حاصر صلاح الأيوبي مداخل القدس لم يكن أمام الأمير باليان إلا حلان تسليم القدس لصلاح الدين الأيوبي بدون شروط أو مواصلة الدفاع عن القدس رفقة ما تبقى من الجيش الصليبي المحطم في معركة حطين في نهاية المطاف قام باليان بتسليم القدس لصلاح الدين الأيوبي وغادرها بعد أن أعطاه المسلمون الأمان والطريق لغاية البحر رفقة الشيوخ والأطفال ساكني القدس.